# Cheung Muk Tau
Cheung Muk Tau (kinesiska: 樟木頭, 樟木头) är en ö i Hongkong (Kina). Den ligger i den västra delen av Hongkong.